# Línea 62 de TMB
La línea 62 es una línea regular de autobús urbano de la ciudad de Barcelona, gestionada por la empresa TMB. Hace su recorrido entre la estación de metro El Clot y Ciudad Meridiana, con una frecuencia en hora punta de 20 a 36 minutos.
En dirección Ciutat Meridiana la línea sale de la estación de metro El Clot y recorre por toda la avenida Meridiana y hace un pequeño desvío por el paseo de Torras i Bages. Llega al barrio de Ciutat Meridiana, dando toda la vuelta perimetral al barrio y pasando por la estación de Can Cuiàs. Finalmente, llega a la calle de Vallcivera, donde está el final de la línea.
En dirección al Clot, el recorrido es muy similar. Sale de la calle de Vallcivera y enlaza con la avenida Meridiana desde la autovía C-17. Sigue por esta vía hasta la calle de la Independència, por donde gira hacia la calle del Consell de Cent y vuelve por la avenida Meridiana hasta la altura de la calle València, donde está el final de la línea.

## Otros datos
| Prestación                   | Disponibilidad en la línea |
| ---------------------------- | -------------------------- |
| Adaptada a                   | Sí                         |
| TMB iBus (tiempo de espera ) | Sí                         |
| Pantallas informativas       | Sí                         |
| Línea de tránsito rápido     | No                         |
| Circula en días festivos     | Sí                         |